# ميخائيل باتون
ميخائيل باتون (بالإنجليزية: Michael Paton)‏ (25 مارس 1989 في المملكة المتحدة - ) هو لاعب كرة قدم بريطاني في مركز الهجوم. لعب مع دونفرملين أثلتيك وستوكبورت كونتي وكوين أوف ساوث ونادي أبردين ونادي بريتشين سيتي.

## وصلات خارجية
- ميخائيل باتون على موقع قاعدة بيانات كرة القدم.إي يو (الإنجليزية)
- ميخائيل باتون على موقع Soccerbase.com (لاعب) (الإنجليزية)